# Brittany B.
Brittany B., pseudonimo di Brittany Chikyra Barber (Compton, 3 aprile 1987), è una paroliera, cantante e personaggio televisivo statunitense.
Nel 2016 ha pubblicato i mixtape AfterHours e HelloSummer. Il suo EP Urban Nostalgia ha debuttato al numero 168 nella classifica Top 200 delle canzoni R&B di iTunes, nel 2018. Ha collaborato con numerosi artisti tra cui Chrisette Michele, John Legend, YG, Kash Doll, Ty Dolla Sign, Tyla Yaweh, Eric Bellinger e Ledisi. Ha collaborato nella composizione di testi come Can't Stop di Theophilus London e Kanye West, Let Love Rule di Ledisi e per diversi brani dell'artista Bhad Bhabie della Atlantic Records. È anche conosciuta come una delle più giovani donne afroamericane A&R ad aver lavorato all'etichetta Warner Music Group. Brittany partecipa alla sesta stagione di Love & Hip Hip: Hollywood come membro del cast principale.

## Primi anni di vita
Brittany B. è nata e cresciuta a Compton, in California assieme ai suoi due fratelli più piccoli. Ha frequentato la Centennial High School e giocava a basket. Ha iniziato a cantare in giovane età nel coro della chiesa cattolica.

## Carriera
Brittany ha iniziato a cantare nei locali di Hollywood, in California. Fu Terrace Martin a notare il suo talento nel locale. Ha lavorato all'album Locke High 2 di Terraces prestando la sua voce a canzoni come Love con Ty Dolla Sign, Lithium con Punch e We just keep it hood. Ha quindi iniziato a ricevere riconoscimenti a Los Angeles.

### Spirit Music Group e la tournée
Nel 2014 Brittany ha firmato un accordo editoriale con la Spirit Music Group dopo aver scritto la sua prima canzone importante: Can't Stop di Theophilus London in collaborazione con Kanye West. Da allora Brittany ha lavorato con molti importanti produttori, cantautori e artisti. Ha iniziato a girare in tournée con Chrisette Michele per il tour Lyricist Opus ed ha anche partecipato al reality show di successo R&B Divas: Los Angeles.

### Bhad Bhabie e la carriera da solista
Il 14 febbraio 2016, Brittany ha pubblicato il suo mixtape AfterHours. Ha firmato con l'Empire Records nel marzo del 2016. Ha rilasciato il suo secondo album, HelloSummer, il 4 luglio 2016 con l'etichetta Empire. Grazie del successo del suo EP solista, Brittany ha deciso di iniziare a lavorare sul suo primo album in studio. Durante questo periodo ha ricevuto proposte per prendere parte in alcuni film e programmi TV di successo come Atlanta FX e il film Bad Dad Rehab di TV One. Ha continuato a scrivere testi e più tardi è stata chiamata da un dirigente della Warner Music Group per iniziare a lavorare come autrice per Bhad Bhabie. Brittany ha scritto il singolo di debutto della giovane rapper, These Heaux, che ha raggiunto la posizione numero 77 nella classifica di Billboard Hot 100, rendendo Bhad Bhabie la più giovane artista rap femminile nella storia ad entrare nella classifica. Brittany ha anche scritto successi come Whachu Know, I Got It e Mama Don't Worry (Still Ain't Dirty), oltre a numerose altre canzoni con la rapper. È stata accreditata come produttrice esecutiva associata e co-A&R per il mixtape di debutto 15 di Bhad Bhabie che finora ha raccolto oltre 300 milioni di stream.

## Premi

### Nomination ai Grammy
Nel 2017 Brittany è stata nominata ai Grammy al Miglior album R&B per l'album Let Love Rule di Ledisi, in cui ha scritto il teso della title track e il singolo Give You More in collaborazione con John Legend. Questa è stata la prima nomination ai Grammy della sua carriera come autrice.

## Discografia

### Crediti
- L.O.V.E - Terrace Martin ft. Ty Dolla Sign
- No Lames - Kash Doll feat. Summer Walker
- Headline - Eric Bellinger feat. Kehlani
- Let Love Rule - Ledisi
- Give Yo More - Ledisi feat. John Legend
- Spazz - Bhad Bhabie feat. YBN Nahmir
- Adderall - Tyla Yaweh
- Wraith Skating - Tyla Yaweh feat. PNB Rock
- Mama Don't Worry (Still Ain't Dirty) - Bhad Bhabie
- I Got It - Bhad Bhabie
- Whachu Know - Bhad Bhabie
- These Heaux  - Bhad Bhabie
- Geek'd - Bhad Bhabie feat. Lil Baby
- Who Knows e Whatcha Think About - Jovanie
- Sex You - Lyrica Anderson feat. Wiz Khalifa
- Make Us One - Chrisette Michelle
- Can't Stop - Theophilus London feat. Kanye West
- Just Another Holiday - Ravaughn Brown
- Last Love -  Problem

### Mixtape
- 2016 – AfterHours
- 2016 – HelloSummer

### EP
- 2018 – Urban Nostalgia

### Singoli

#### Come artista principale
- 2016 – Oceanz
- 2018 – Luckiest Girl
- 2019 – Good For It (feat. 24hrs)
- 2019 – Think Twice
- 2019 – Reputation

#### Come artista ospite
- Out Of Control (Yo-Yo feat. Brittany B.)
- Deep In the Game (03 Tha Hu$tla feat. King Lew & Brittany B.)

## Filmografia

### Cinema
- Il viaggio delle ragazze (2017)

### Televisione
- Girls (2012-2017) di HBO
- Atlanta (1 episodio, 2016) di FX
- Bad Dad Rehab (2016) di TVONE
- R&B Divas: Los Angeles (2016)
- Love & Hip Hop: Hollywood, di VH1 (2019)